# La joven casada
Pour plus de détails, voir Fiche technique et Distribution.
La joven casada est un film sentimental espagnol réalisé par Mario Camus et sorti en 1975.

## Synopsis
Simona est une jeune infirmière qui a une liaison avec un médecin de la clinique où elle travaille. Son père le convainc de partir en Afrique, ce qui lui permet de conquérir la jeune fille et de l'épouser, mais au retour du jeune homme, la relation reprend. Indécise sur son choix, Simona décide de les quitter tous les deux et tente de se réconcilier avec un vieil ami d'enfance.

## Fiche technique
- Titre original espagnol : La joven casada[1] (litt. « La jeune mariée »)
- Réalisateur : Mario Camus
- Scénario : Mario Camus
- Photographie : Hans Burmann
- Montage : Javier Morán
- Musique : Antón García Abril
- Décors : Wolfgang Burmann
- Production : Francisco Hueva
- Sociétés de production : Impala
- Pays de production :  Espagne
- Langue originale : espagnol
- Format : couleurs
- Durée : 91 minutes
- Genre : film sentimental
- Date de sortie :
  - Espagne : 17 novembre 1975 (Madrid)

## Distribution
- Ornella Muti : Simona
- Pilar Bardem : Tía de Simona
- Mark Edwards : Raul
- Mayrata O'Wisiedo : Flora